# Escola de Quebrada
Escola de Quebrada é um filme de comédia brasileiro dirigido por Kaique Alves e Thiago Eva, com produção em parceria da Paramount+ e KondZilla. Rodado em 2022, foi lançado em 3 de março de 2023 na plataforma.
O filme foi indicado ao Emmy Internacional 2024 na categoria Live-Action Infantil em setembro, apesar da produção não fazer mais parte do catálogo da Paramount+.

## Sinopse
O filme contará a história de Luan (Mauricio Sasi), um estudante de escola pública da Zona Leste de São Paulo que deseja ser popular e chamar a atenção de Camila (Laura Castro). Na tentativa de se enturmar, Luan consegue justamente o contrário colocando em risco o campeonato de futsal da escola sob supervisão da diretora (Mawusi Tulani) e do inspetor Piu-Piu (Oscar Filho). Ele precisará da ajuda de seus amigos Rayane (Bea Oliveira) e David (Lucas Righi). Juntos, eles encontram uma maneira de salvar o campeonato e obter a tão desejada atenção da menina que ele gosta.

## Elenco
- Mauricio Sasi como Luan
- Bea Oliveira como Rayane
- Lucas Righi como David
- Oscar Filho como Inspetor Piu-Piu
- Laura Castro como Camila
- Mawusi Tulani como diretora Sônia
- Pathy Dejesus como mãe de Luan
- Helião como Sangue Bom (Tio)
- Jéssica Barbosa como professora Beth
- Cleide Queiroz como Dona Anísia (Tia)
- Aysha Nascimento como Ângela (Tia)
- Juan Queiroz como Willlian (Primo)
- Nina Baiocchi como Jennifer
- Hugo Gomes como Luquinhas
- Kekel Souza como Jhow Jhow
- Felipe Kott como Muca
- Rub Brown como Jeep (Mil Grau)
- Chapola como Engraçadão

## Prêmios de Indicações
| Ano  | Prêmio                  | Categoria                   | Resultado | Ref.  |
| ---- | ----------------------- | --------------------------- | --------- | ----- |
| 2024 | Emmy Internacional 2024 | Melhor Live-Action Infantil | Indicado  | [ 7 ] |